# Стефаглабрина сульфат
Стефаглабрина сульфат (Stphaglabrini sulfas).

## Общая информация
Сульфат алкалоида, выделенного из клубней с корнями стефании гладкой Stephania glabra (Rob) Miers, сем. луносемянниковых (Menispermaceae).
Обладает антихолинэстеразной активностью; ингибирует истинную и ложную холинэстеразу.
Предложен для применения при заболеваниях периферической нервной системы: миопатии (у взрослых), боковом амиотрофическом склерозе, парезах лицевого нерва и др.
Вводят внутримышечно по 1—2 мл 0,25% водного раствора 2 раза в день. Курс лечения 20—30 дней.

## Противопоказания
Противопоказания такие же, как для других антихолинэстеразных препаратов (см. Галантамин, Прозерин).

## Физические свойства
Белый с серовато-розоватым оттенком кристаллический порошок. Малорастворим в воде и спирте.

## Форма выпуска
Форма выпуска: 0,25% раствор в ампулах по 1 мл (2,5 мг в ампуле) в упаковке по 10 ампул.